# Costa d'Oro brandeburghese
La Costa d'Oro brandeburghese, diventata poi Costa d'Oro prussiana (altrimenti detta anche Colonia di Groß Friedrichsburg dal nome del forte principale dell'insediamento) era una zona della regione africana della Costa d'Oro, colonizzata dal Brandeburgo dal 1682 al 1717 ed infine venduta alla Repubblica Olandese da re Federico Guglielmo I di Prussia. La colonia si estendeva su un'area costiera di circa 30 km presso Capo Three Points, in Africa occidentale, nell'attuale Ghana.

## La scelta della posizione strategica
Già dal XV secolo, i portoghesi iniziarono a fondare basi nell'Africa occidentale. Intorno al 1680 esistevano in Africa occidentale oltre a quelle portoghesi e olandesi, anche altre piccole colonie britanniche, svedesi e danesi. Per via delle guerre in Europa, diverse colonie cambiarono di sovranità negli anni.
I veri obiettivi degli europei nell'Africa occidentale erano l'acquisizione di oro, avorio, pepe e schiavi. Molte potenze erano interessate al commercio triangolare Africa - America centrale - Europa. Questi prodotti hanno dato il nome alle aree costiere dell'Africa occidentale, da cui lo stato della Costa d'Avorio che ancora oggi deve a questi scambi il suo nome.

## La situazione della marina del Brandeburgo
Già nel 1675, allo scoppio della guerra tra la Svezia ed il Brandeburgo, l'elettore brandeburghese si era accorto che uno dei punti deboli del suo stato era quello di non possedere una marina militare. Solo quando l'olandese Benjamin Raule offrì i propri servigi all'elettore nel 1675, questa situazione cambiò. Con Raule il Brandeburgo prese a noleggio alcune navi con cui riuscì ad abbordare in breve tempo 21 navi svedesi, contribuendo significativamente alla vittoria finale. Nel 1676, Raule fu incaricato, coi soldi ricavati, di costituire la marina del Brandeburgo. Questa nuova marina, già dotata di 502 cannoni, partecipò con successo contro la Svezia agli assedi di Stettino (1677), Stralsund (1678) e alla conquista di Rügen (1678). Presso Pillau, la costa fortificata di Königsberg, dal 1680 furono fabbricate le fregate per la marina brandeburghese.
I sorprendenti successi ottenuti dalla flotta del Brandeburgo incoraggiarono l'elettore a intraprendere iniziative più audaci. L'elettore, che durante i suoi studi a Leida nei Paesi Bassi aveva avuto modo di vedere ciò che il commercio estero poteva apportare ad un piccolo paese come la Repubblica delle Sette Province Unite, iniziò a impiegare tutte le risorse possibili per i suoi piani all'estero con l'intento di costituire un impero coloniale.
(Federico Guglielmo di Brandeburgo (tratta da un editto elettorale del 1 gennaio 1686))
All'inizio delle prime imprese d'oltremare del Brandenburgo-Prussia nel 1680, la marina brandeburghese disponeva in tutto di 28 navi. La flotta olandese, che era la più grande flotta dell'epoca, aveva 16.000 navi. Pertanto, la marina del Brandeburgo non era vista come una forza in grado di competere con le nazioni ormai affermate, ma comunque le ambizioni dell'elettore del Brandeburgo iniziarono a preoccupare le altre potenze europee. La Repubblica delle Sette Province Unite in particolare guardò con sospetto il nascere di una nuova possibile potenza navale, così come la Francia, che ebbe modo di lamentarsi sia con l'elettore Federico Guglielmo sia con l'imperatore Leopoldo I del Sacro Romano Impero. Il primo comunque dichiarò di non voler sviluppare una nuova potenza navale sul Baltico.

## Storia

### Costa d'Oro brandeburghese

#### La prima spedizione in Africa occidentale (1680-1681)
Il 2 agosto 1679, l'ex corsaro e successivamente primo direttore generale della marina del Brandeburgo, l'olandese Benjamin Raule, propose all'elettore Federico Guglielmo un piano per stabilire delle basi commerciali lungo la costa dell'Africa occidentale, come avevano già fatto altri stati europei, tra cui Paesi Bassi, Francia e Inghilterra. A tale scopo, venne costituita una spedizione commerciale con a capo due navi: la fregata "Morian" con 16 cannoni, capitanata da Philipp Pietersen Blonck che era anche capo della spedizione, e la fregata "Bandiera del Brandeburgo" (già fregata "Carolus Secundus", assaltata agli spagnoli l'anno precedente), con 22 cannoni, al comando del capitano Joeris Bartelsen. Le navi appartenevano alla flotta privata di Raule, entrambi i capitani erano olandesi, mentre l'elettore si impegnava unicamente a fornire i soldati a bordo ed a permettere loro di utilizzare la bandiera brandeburghese. L'ordine comprendeva anche la compravendita di sei "mori" da destinare alla corte elettorale.
La spedizione partì il 17 settembre 1680 dal porto di Pillau. Nel gennaio del 1681, le navi raggiunsero la costa della Guinea prima e dell'Angola poi. Lì, tuttavia, una delle due navi andò persa, la "Bandiera del Brandeburgo", la quale venne conquistata dalla Compagnia olandese delle Indie occidentali la quale considerava tale spedizione un tentativo di commercio all'interno dei propri territori rivendicati. A proseguire rimase solo la "Morian", i cui due ufficiali sulla nave Jakob van der Bleke e Isaac van de Geer riuscirono, il 16 maggio 1681, ad approdare sulla Costa d'Oro, poco più ad ovest di Capo Three Points e li a firmare un accordo di amicizia e commerciale con i tre capi Ahanta Pregate, Sophonie e Apany. I capi assicurarono di non trovarsi sotto il dominio olandese e anzi riconobbero la sovranità dell'elettore di Brandeburgo.
Nel trattato, ai brandeburghesi fu permesso di stabilire un insediamento e di iniziare la costruzione di una fortezza sul territorio dell'Ahanta per proteggere il loro commercio e se stessi da eventuali nemici. La condizione era che i brandeburghesi dovessero iniziare entro otto-dieci mesi la costruzione del loro forte che sarebbe andato a vantaggio dell'intera comunità. Nonostante la nave conquistata dagli olandesi, nell'agosto del 1681 quando la spedizione ritornò a Potsdam fu un autentico successo.

#### La fondazione della compagnia commerciale brandeburghese in Africa (1682)
Col ritorno ed il bilancio positivo della spedizione, venne avviata la costituzione di una compagnia commerciale che collegasse stabilmente il Brandeburgo coi propri nuovi possedimenti in Africa. La costituzione della Brandenburgisch-Afrikanische Compagnie avvenne alla presenza dell'elettore, di Raule e dei mercanti di Emden il 17 marzo 1682 a Berlino. La società ebbe sede dapprima a Königsberg, venendo poi trasferita a Pillau ed infine, dal 22 aprile 1683, a Emden. Per la protezione dei possedimenti acquisiti fu anche regolato l'uso di navi da guerra e soldati della marina brandeburghese da poco fondata.

#### La nuova spedizione e la fondazione di Fort Groß Friedrichsburg (1682-1683)

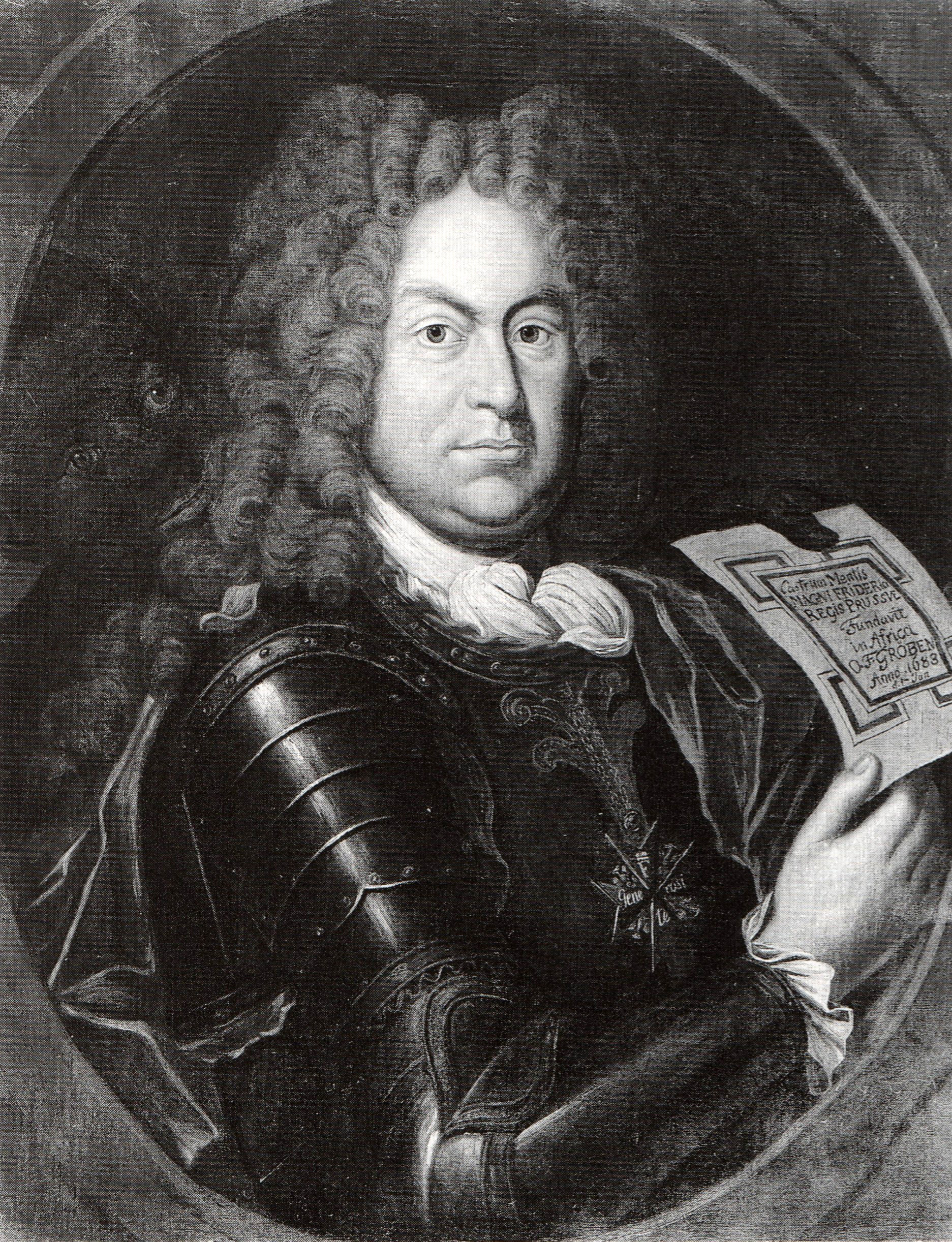
Otto Friedrich von der Groebens, capo della seconda spedizione brandeburghese in Africa

Il 12 luglio 1682 dall'attuale città danese di Glückstadt, partì una nuova spedizione sotto il comando del maggiore Otto Friedrich von der Groeben con le fregate "Morian" (capitano Philipp Blonck) e "Principe elettore di Brandeburgo" (capitano Mattheus de Voss) alla volta della cosiddetta Costa d'Oro, con l'obiettivo di fondare in loco una vera e propria colonia per il Brandeburgo.
A bordo c'erano, tra gli altri, due ingegneri militari Walter e Leugreben, specializzati nella costruzione di fortezze, il guardiamarina di Selbig come capo militare e un sergente, due caporali, 40 soldati e numerosi lavoratori assunti per l'occasione. Il 27 dicembre 1682, Otto Friedrich von der Groeben, entrò per la prima volta con la sua nave in terra africana (durante la traversata morirono tre soldati e due marinai). Tuttavia, per evitare scontri con le navi olandesi, decisero di sbarcare più a nord-ovest tra le città di Taccrama e Axim, presso il villaggio di Poquesoe (oggi Princes Town). Il luogo si presentava già naturalmente ideale per la costruzione di un forte di difesa. Qui, il 1 gennaio 1683, con un cerimoniale militare, venne issata la bandiera del Brandeburgo. Otto von der Groeben scrisse nel suo diario dell'Africa:
(Otto Friedrich von der Groeben)
Il forte prese il nome dall'elettore del Brandeburgo, dando così il nome poi a tutta la colonia. Gli africani portarono dei tronchi d'albero per la costruzione del forte, che vennero poi trasformati dai soldati in palizzate di difesa. Il 5 gennaio 1683, il contratto con Ahanta fu rinnovato. Gli altri due capi, che avevano firmato il primo contratto un anno prima, erano stati uccisi poco tempo prima nell'ambito di una guerra tribale.
Il nuovo trattato sottoscritto regolava quali obblighi gli africani avrebbero dovuto assumersi. Questi includevano, ad esempio, la protezione della fortezza di Groß Friedrichsburg, l'obbligo di commercio unicamente con navi e mercanti del Brandeburgo nonché la concessione del monopolio sugli insediamenti locali al Brandeburgo. I brandeburghesi a loro volta si impegnavano nella protezione militare dei locali dagli attacchi delle tribù vicine.
Iniziò così un vivace baratto: i brandeburghesi scambiavano coi locali armi leggere, munizioni, semplici prodotti in ferro e vetro con rubini, avorio, oro e schiavi.
Durante i lavori di costruzione, iniziò a dilagare una febbre che uccise i due ingegneri incaricati della costruzione della fortezza e fece ammalare molti altri costruttori tanto che la costruzione si arrestò poco dopo. Dopo la sua guarigione Groeben, decise di tornare ad Amburgo nel luglio o nell'agosto del 1683 a bordo della "Morian", mentre la "Principe elettore di Brandeburgo" navigò con un primo carico di schiavi verso l'isola di Saint Thomas. La "Principe elettore di Brandeburgo" raggiunse il porto di Emden nel novembre del 1683. Il nuovo comandante e capo della costruzione del forte divenne il capitano della "Morian", Philipp Pietersen Blonck.

#### La fondazione di ulteriori avamposti (1683-1695)

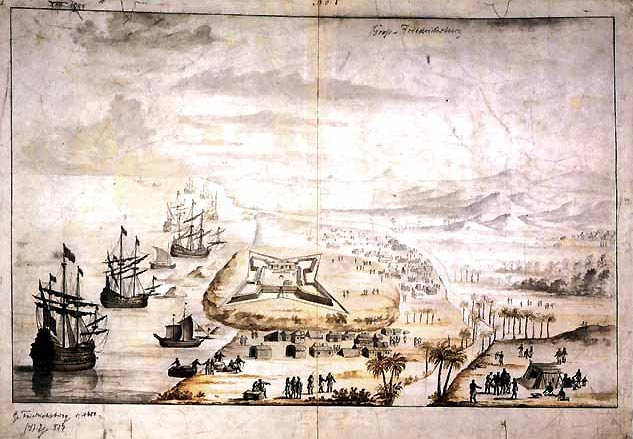
Il forte di Groß Friedrichsburg nel 1684

Tra il 1683 e il 1685, il Brandeburgo costruì ulteriori insediamenti e fortificazioni nella propria colonia. Tuttavia, Fort Groß Friedrichsburg rimase sempre l'insediamento più rilevante. Già nel 1684, disponeva di quattro possenti bastioni in mattoni, collegati da spesse mura, ed era equipaggiato con 32 cannoni di grosso calibro. L'imponente cancello era coronato da un campanile alto più di 10 metri. Nel cortile interno vennero costruiti diversi edifici a due piani, che servivano alla guarnigione (di circa 90 soldati) come caserma, magazzino per le mercanzie e carceri di schiavi.
I vicini erano da un lato gli olandesi con gli insediamenti di Axim, Butry e Sekondi e dall'altro il possedimento inglese di Dixcove. Il potenziale del Brandeburgo rimase quindi sempre limitato alla costa, con falliti tentativi di penetrazione nell'entroterra. I vari insediamenti, inoltre, vennero esposti a costanti attacchi da parte di altre tribù locali e degli olandesi. Anche le rotte commerciali navali erano costantemente minacciate. Numerose furono le navi del Brandeburgo ad essere dirottate. Il Brandeburgo dipendeva nei suoi successi commerciali in gran parte dalla cooperazione con intermediari locali, di cui il più noto era un certo Jan Conny, il quale divenne sempre più importante nel suo ruolo e che nel 1710 giunse in contrasto col governatore generale Lange che giunse a licenziarlo.
Tuttavia, il commercio di metalli preziosi, schiavi ed altri prodotti di rilievo riuscì a svilupparsi in modo soddisfacente. Dopo l'ottimo resoconto finanziario dell'anno 1686, l'elettore Federico Guglielmo fu in grado di accettare altri soci all'interno della compagnia commerciale africana. Per garantire il commercio degli schiavi nelle sue colonie africane, era necessario che il Brandeburgo disponesse però anche di una base nei Caraibi. Il 24 marzo 1685, il direttore generale della marina brandeburghese, Benjamin Raule, firmò un contratto con i rappresentanti della Compagnia danese delle Indie occidentali per la concessione di metà dell'isola di Saint Thomas nelle Antille al Brandeburgo, la quale era parte dei domini della Danimarca dal 1666.

### Costa d'Oro prussiana

#### Il graduale declino della colonia
Nel 1701 la piccola colonia mutò il proprio nome in Costa d'Oro prussiana infatti, tre giorni prima, l'elettore della Marca di Brandeburgo e duca di Prussia si era incoronato re di Prussia.
Fino al 1695 circa, gli affari erano proseguiti con successo, ma successivamente era iniziato un graduale ma costante declino. Le ragioni del declino della colonia risiedevano nelle limitate risorse finanziarie e militari possedute dal Brandeburgo-Prussia. Inoltre il grande elettore non era riuscito ad avere un numero consistente di azionisti per i suoi piani coloniali, nonostante i suoi numerosi e personali sforzi in tale senso. Nel 1711, re Federico I dichiarò il fallimento finanziario della colonia.

#### La vendita e la fine della colonia
Il successore di Federico I (1688-1713), suo figlio Federico Guglielmo I (1713-1740), non ebbe propensioni personali a foraggiare la marina prussiana né tantomeno a sostenere le imprese coloniali africane ma si concentrò piuttosto sull'espansione dell'esercito prussiano per il quale iniziò a spendere considerevoli somme di denaro, con l'intento di divenire una grande potenza europea. Pertanto, con i trattati del 1717 e del 1720, il re vendette le sue colonie africane alla Compagnia olandese delle Indie occidentali per 7200 ducati e 12 schiavi. Così, dopo 35 anni, si concluse l'esperienza coloniale del Brandeburgo-Prussia.
Già un anno prima, nel 1716, l'ultimo rappresentante tedesco al Forte di Groß Friedrichsburg, il direttore generale Dubois, si era trovato in difficoltà nel difendere la fortezza ed era tornato in patria, venendo sostituito de facto da Jan Conny, un interprete locale al servizio del re di Prussia, il quale aveva costituito una propria banda ed era diventato il capo incontrastato della costa locale. I capi africani ad ogni modo non riconobbero la vendita della fortezza agli olandesi. Quando gli olandesi apparvero di fronte alla fortezza con una flotta, scoprirono che essa era stata occupata dai locali che non volevano arrendersi. Quindi gli olandesi attaccarono la fortezza, ma furono respinti. Fu solo nel 1724 che gli olandesi riuscirono a scacciare Jan Conny il quale aveva saputo sostenersi durante questo lungo periodo grazie al commercio proficuo con navi di diverse nazioni. Gli olandesi, dopo averlo conquistato, ribattezzarono il forte "Hollandia", ma poco dopo non se ne curarono più e lo abbandonarono alla rovina.

#### La colonia dopo il 1724
Alla fine del XIX secolo, due cannoni della fortezza vennero recuperati e restituiti alla Germania. Furono donati alla città di Emden e vennero collocati di fronte di fronte alla sede della guardia costiera del Ratsdelft. Dopo la seconda guerra mondiale, essi trovarono posto nella caserma di Emden; oggi sono conservati al porto del Falderndelft.
Dal 1979, il forte di Groß Friedrichsburg appartiene insieme ad altre fortezze europee nell'area al Patrimonio Mondiale di UNESCO.

## Fortezze
- Fortezza di Groß Friedrichsburg sulla cima del monte Manfro presso Pokesu, ad ovest di Capo Three Points, iniziata nel 1683
- Dorotheenschanze (Fort Dorothea) presso Accada/Accoda ad ovest di Capo Three Points, iniziato nel 1684
- Schanze Sophie Louise (Fort Louise) presso Takrama a Capo Three Points, iniziato nel 1684
- Una loggia militare presso Taccarary, iniziata nel 1684 ma abbandonata poco dopo

## Elenco dei comandanti della colonia e del forte di Groß Friedrichsburg
- 1682-1683 Otto Friedrich von der Groeben
- 1683–1684 Philipp Pietersen Blonck
- 1684 Nathaniel Dillinger
- 1684 Jan van Coulster
- 1684-1685 Karl Konstantin von Schnitter
- 1685-1686 Johan Brouw
- 1686-1691 Johann Niemann
- 1691-1693 Johann Tenhoof
- 1693-1696 Jakob Tenhoof
- 1696-1697 Gijsbrecht van Hoogveldt
- 1697-1698 Jan van Laar
- 1698-1699 Otto Swalme
- 1699-1700 Jan de Visser
- 1700-1703 Adriaan Grobbe
- 1703-1706 Johann Münz
- 1706-1709 Heinrich Lamy
- 1709-1710 Harmen Stockhoff
- 1711 Frans de Lange
- 1712-1716 Nicholas Dubois
- 1716-1717 Anton Günther van der Menden
- 1717-1724 Jan Conny